# Stereo Kicks
Stereo Kicks foi uma boy band inglês-irlandesa composta por participantes do programa The X Factor. A banda consistia de oito membros: James Graham, Jake Sims, Chris Leonard, Charlie Jones, Casey Johnson, Barclay Beales, Reece Bibby e Tom Mann. O grupo terminou em quinto lugar na 11ª temporada do The X Factor, em 2014.
Seu primeiro single "Love Me So" foi lançado em 21 de junho de 2015 e alcançou o número 31 no UK Singles Chart. Apenas um mês depois, no entanto, depois de ter estado juntos há menos de um ano, eles anunciaram que estavam se separando devido à sua incapacidade de conseguir um contrato de gravação. 
Depois do fim da banda, Reece se juntou a banda New Hope Club.

## Performances durante o show
| Performances e resultados no The X Factor (2014)        | Performances e resultados no The X Factor (2014) | Performances e resultados no The X Factor (2014)         | Performances e resultados no The X Factor (2014) |
| Palco                                                   | Canção                                           | Tema                                                     | Resultado                                        |
| ------------------------------------------------------- | ------------------------------------------------ | -------------------------------------------------------- | ------------------------------------------------ |
| Six-chair challenge (Desafio das 6 cadeiras) (bootcamp) | "Run"                                            | Escolha livre                                            | Para a casa dos jurados                          |
| Judges' houses (Casa dos jurados)                       | "Mirrors"                                        | Escolha livre                                            | Para os shows ao vivo (Live week)                |
| Live week 1 (Semana ao vivo)                            | "Roar"                                           | Números um                                               | Salvo (11º)                                      |
| Live week 2                                             | "The Boys of Summer"                             | 80's night (Noite dos anos 80)                           | Dois últimos (12º)                               |
| Live week 2                                             | "I'll Stand by You"                              | Escolha livre                                            | Salvo (3/4 voto da maioria)                      |
| Live week 3                                             | "Let It Be" / "Hey Jude"                         | Saturday night at the movies (Sábado à noite nos filmes) | Salvo (6º)                                       |
| Live week 4                                             | "Everybody (Backstreet's Back)"                  | Fright Night (Halloween)                                 | Dois últimos (9º)                                |
| Live week 4                                             | "Perfect"                                        | Escolha livre                                            | Salvo (Impasse)                                  |
| Live week 5                                             | "You Are Not Alone"                              | Michael Jackson vs. Queen                                | Salvo (4º)                                       |
| Live week 6                                             | "Mack the Knife"                                 | Big band                                                 | Salvo (5º)                                       |
| Live week 7                                             | "Don't Let the Sun Go Down on Me"                | Whitney Houston vs. Elton John                           | Salvo (4º)                                       |
| Live week 8                                             | "Just the Way You Are"                           | Canção escolhida por Tulisa                              | Dois últimos (5º)                                |
| Live week 8                                             | "Run"                                            | Canção escolhida pelo público                            | Dois últimos (5º)                                |
| Live week 8                                             | "I Won't Give Up"                                | Escolha livre                                            | Eliminado (5º lugar)                             |

## Discografia

### Singles
| Ano  | Título       | Posição mais alta | Posição mais alta | Álbum            |
| Ano  | Título       | GBR               | IRL               | Álbum            |
| ---- | ------------ | ----------------- | ----------------- | ---------------- |
| 2015 | "Love Me So" | 31                | 80                | Single sem álbum |